# 国道45号 (フィンランド)

高速道路の道路番号

国道45号（フィンランド語: Kantatie 45; スウェーデン語: Stamväg 45）は、フィンランドの道路で総延長は 51 km (32 mi)。ヘルシンキとヒュヴィンカーの間でトゥースラを通る。ヘルシンキとトゥースラの間の道路は高速道路として機能するが、トゥースラから北に続く2車線の道路となっている。

## ルート
ヘルシンキ – ヴァンター – トゥースラ – ヌルミヤルヴィ – ヒュヴィンカー